# Kaya Malotana
Kayalethu Malotana (Lady Frere, 30 gennaio 1976) è un ex rugbista a 15 e allenatore di rugby a 15 sudafricano, primo giocatore di colore del suo Paese ad essere schierato negli Springbok alla Coppa del Mondo di rugby 1999.

## Biografia
Esordiente in Currie Cup nei Border Bulldogs, Malotana disputò il suo primo campionato di Super Rugby nel 1999 nelle file dei Cats, oggi Lions.
Disputò il suo unico test match per gli Springbok nel corso della Coppa del Mondo di rugby 1999 contro la Spagna, divenendo così il primo giocatore di colore ad essere schierato per il Sudafrica in tale edizione di torneo.
Terminò la sua carriera di club nei Pirates di Johannesburg poi, nel 2007, fu ingaggiato dai Lions come responsabile dello sviluppo, grazie anche alla sua conoscenza di inglese, afrikaans, xhosa, zulu e tswana.
Dal 2009 è anche allenatore in seconda dei Lions e, dal 2010, è commissario tecnico della nazionale Under-20 femminile del Sudafrica.